# Norman Garstin

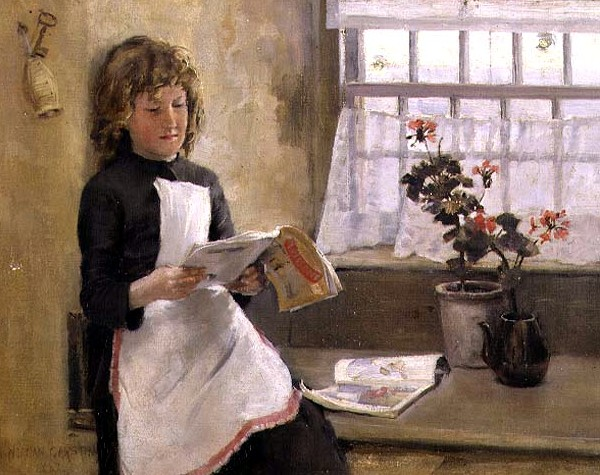
In un cottage (1887)

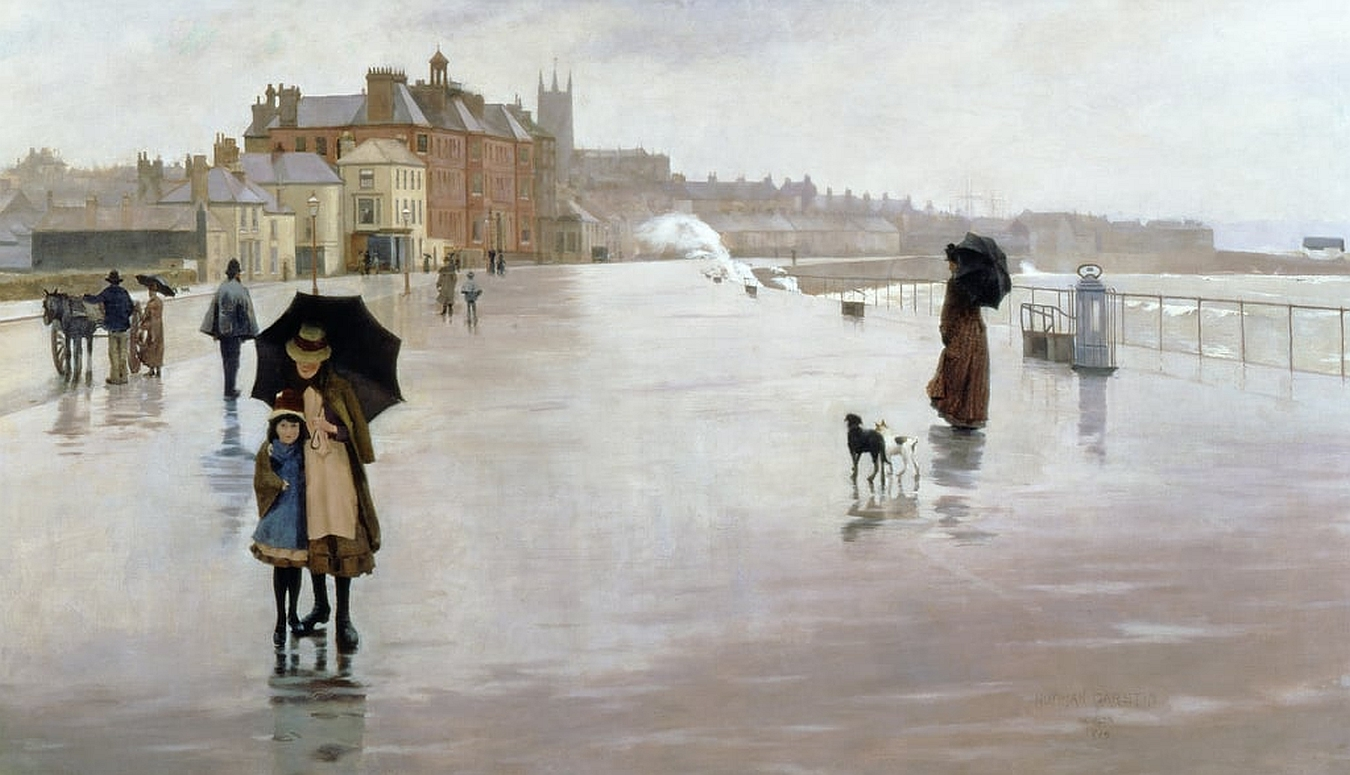
La pioggia piove ogni giorno (1889)

Norman Garstin (Caherconlish, 28 agosto 1847 – Penzance, 22 giugno 1926) è stato un pittore, insegnante e critico d'arte irlandese del tardo impressionismo e un importante rappresentante della scuola di Newlyn, una colonia di artisti nel tardo XIX e XX secolo..

## Biografia
Norman Garstin ha studiato inizialmente tecnologia e architettura. Qualche tempo dopo tentò la fortuna nell'estrazione di oro e diamanti in Sudafrica, ma, a differenza del suo amico Cecil Rhodes, non fu in grado di accumulare ricchezza. Alla fine, ha fondato il quotidiano Cape Times. Nonostante la sua reputazione di eccezionale giornalista, la sua situazione finanziaria non migliorò significativamente, quindi tornò in Irlanda nel 1877 per vivere come gentiluomo e pittore per hobby.
Nel 1880 si iscrisse all'Accademia Charles Verlat di Anversa. Da lì è andato a Parigi, dove ha lavorato per tre anni nello studio di Emile Auguste Carolus-Duran. Ha quindi viaggiato nel sud della Francia, in Italia, in Marocco e in Spagna. Nel 1885 entrò in contatto con i membri della Scuola di Newlyn, si unì a loro un anno dopo e si stabilì a Newlyn. Nel 1890 si trasferì nella vicina città di Penzance e visse lì per molti anni a Wellington Terrace vicino a Penlee House. Ha avuto un'influenza duratura sull'ulteriore sviluppo della colonia di artisti, così che Stanhope Forbes in seguito lo ha definito il mentore intellettuale della Scuola di Newlyn.
Come molti suoi contemporanei, Garstin era affascinato dalla calligrafia giapponese e ammirava il lavoro del pittore americano James McNeill Whistler. Entusiasta della tradizione naturalistica della scuola di Barbizon e delle opere all'aperto degli impressionisti francesi come Édouard Manet e Edgar Degas, mirava a una riproduzione accurata e disadatta della vita rurale. Il suo lavoro tardivo divenne più aneddotico nei contenuti.
Garstin aveva il talento di catturare l'atmosfera e il mistero di un momento speciale e di esprimerlo in percettibili effetti di luce. Uno dei suoi dipinti più famosi è La pioggia piove ogni giorno del 1889, che può essere visto oggi alla Penlee House di Newlyn. Garstin espose alla Royal Academy of Arts e alla Royal Hibernian Academy a partire dal 1883.